# Torsten Oehrl
Torsten Oehrl (Itzgrund, Alemania, 7 de enero de 1986), futbolista alemán. Juega de delantero y su actual equipo es el SV Wehen Wiesbaden de la 3. Liga de Alemania.

## Selección nacional
Ha sido internacional con la Selección de fútbol de Alemania Sub-20.

## Clubes
| Club                 | País     | Año           |
| -------------------- | -------- | ------------- |
| SpVgg Greuther Fürth | Alemania | 2005-2006     |
| Kickers Offenbach    | Alemania | 2006          |
| Eintracht Brunswick  | Alemania | 2007-2008     |
| Werder Bremen        | Alemania | 2008-2009     |
| Fortuna Düsseldorf   | Alemania | 2010          |
| F. C. Augsburgo      | Alemania | 2010-2013     |
| Eintracht Brunswick  | Alemania | 2013-2015     |
| SV Wehen Wiesbaden   | Alemania | 2015-Presente |